# Collide (album, Skillet)
Collide je páté studiové album americké křesťanské rockové skupiny Skillet. Album vyšlo 18. listopadu roku 2003.

## Seznam skladeb
| Vydání Ardent Records (2003) | Vydání Ardent Records (2003) | Vydání Ardent Records (2003) |
| Pořadí                       | Název                        | Délka                        |
| ---------------------------- | ---------------------------- | ---------------------------- |
| 1.                           | Forsaken                     | 4:12                         |
| 2.                           | Savior                       | 4:33                         |
| 3.                           | Collide                      | 5:38                         |
| 4.                           | A Little More                | 4:49                         |
| 5.                           | My Obsession                 | 5:00                         |
| 6.                           | Fingernails                  | 5:07                         |
| 7.                           | Imperfection                 | 4:07                         |
| 8.                           | Under My Skin                | 4:06                         |
| 9.                           | Energy                       | 3:57                         |
| 10.                          | Cycle Down                   | 3:58                         |
| Celková délka:               | Celková délka:               | 45:26                        |

| Vydání Lava Records (2004) | Vydání Lava Records (2004) | Vydání Lava Records (2004) |
| Pořadí                     | Název                      | Délka                      |
| -------------------------- | -------------------------- | -------------------------- |
| 1.                         | Forsaken                   | 4:12                       |
| 2.                         | Savior                     | 4:33                       |
| 3.                         | Open Wounds                | 3:15                       |
| 4.                         | A Little More              | 4:49                       |
| 5.                         | My Obsession               | 5:00                       |
| 6.                         | Collide                    | 5:38                       |
| 7.                         | Fingernails                | 5:06                       |
| 8.                         | Imperfection               | 4:06                       |
| 9.                         | Under My Skin              | 4:05                       |
| 10.                        | Energy                     | 3:56                       |
| 11.                        | Cycle Down                 | 4:00                       |
| Celková délka:             | Celková délka:             | 48:38                      |

## Obsazení
- John Cooper – zpěv, basová kytara
- Korey Cooper – klávesy, rytmícká kytara, samplování, doprovodný zpěv
- Ben Kasica – sólová kytara, akustická kytara, doprovodný zpěv
- Lori Peters – bicí, doprovodný zpěv